# Germans Marx
Els germans Marx van ser un grup de còmics dels Estats Units que originàriament estava compost per cinc germans (entre parèntesis els noms artístics): Leonard (Chico), Adolph (Harpo), Julius (Groucho), Milton (Gummo) i Herbert (Zeppo).
L'èxit massiu els arribà gràcies a les obres I'll Say She Is (1923-1925), The Cocoanuts (1925-1928) i Animal Crackers (1928-1929).

## Infantesa
Nascuts a la ciutat de Nova York, els germans Marx eren fills d'immigrants jueus provinents d'Alemanya. La mare, Minnie Schönberg, havia nascut a Dornum (Frísia oriental) i el pare, Simon Marrix, que després es canvià el nom pel de Sam Marx, era nadiu d'Alsàcia (França) i sastre de professió. La família vivia al barri de Yorkville, el qual està situat a l'Upper East Side i en aquella època era força pobra.

## Els inicis
El talent musical dels germans era degut a la seva pertinença a una família de tradició artística. Harpo estava especialment dotat, de manera que podia tocar pràcticament qualsevol instrument, encara que la seva especialitat era l'arpa, d'on prové, segons una teoria, el seu nom artístic. Podem veure'l tocant l'arpa en diverses pel·lícules. Chico fou un excel·lent i histriònic pianista, i Groucho tocava la guitarra, el banjo i l'harmònica en ocasions puntuals.
Els seus inicis foren en espectacles de vodevil. Groucho debutà el 1905, bàsicament com a cantant. El 1907 ell i Gummo van cantar junts, i amb Mabel O'Donnell van formar Els tres rossinyols. L'any següent, Harpo es va convertir en el quart rossinyol.
El 1910 el grup es va ampliar, i van participar-hi la mare i la tia Hannah. Van canviar el nom pel de Les sis mascotes. Durant una actuació a l'Opera House de Nacogdoches (Texas), hi va haver una interrupció a causa d'uns forts cops produïts a l'exterior, a la carretera. L'audiència es va precipitar fora per veure què passava i, quan va tornar, Groucho va començar a insultar el públic dient "Nacogdoches és ple d'escarabats", i altres floretes contra aquest poble i l'estat de Texas. Però en comptes d'empipar-se, el públic va esclatar en riallades, per la qual cosa la família va començar a estudiar la possibilitat d'explotar les facultats còmiques del grup.
A poc a poc les actuacions van evolucionar i, juntament amb les cançons, apareixien alguns números còmics, generalment petites comèdies musicals, com aquella d'una escola en la qual Groucho encarnava un professor amb marcat accent alemany i els alumnes eren Harpo, Gummo i, des de 1912, Chico. L'última versió del número de l'escola, anomenat De nou a casa, va ser escrita per Al Shean. En aquesta època, Gummo es va veure obligat a deixar el grup per lluitar en la Primera Guerra Mundial. Zeppo el va reemplaçar en els últims anys d'espectacles de vodevil, i es va incorporar a la nova etapa a Broadway i a les pel·lícules que van venir a continuació.
Durant la Primera Guerra mundial, als Estats Units va créixer el sentiment antigermànic, i per això la família va intentar ocultar el seu origen alemany. Harpo va canviar el seu autèntic nom de pila, Adolph, per Arthur, i Groucho va deixar de fer papers de personatges alemanys.
Per aquell temps els germans, ara coneguts com Els quatre germans Marx, van començar a desenvolupar el seu estil únic de comèdia, i a especialitzar-se cadascun d'ells en un personatge característic. Tant Groucho com Harpo reconeixen en les seves memòries que els ara famosíssims personatges que encarnaven van ser creats per Al Shean. Groucho es va començar a pintar un gruixut bigoti amb betum, i va adoptar una extravagant manera de caminar amb grans passes; Harpo es va posar una perruca vermella, tocava una botzina i va simular ser mut; Chico va començar a parlar amb un fals accent italià (que copiava d'uns veïns), i Zeppo va adoptar els posats juvenils d'un gentil galant.
Es diu que les personalitats artístiques de Groucho, Chico i Harpo es basaven en l'autèntica personalitat de cadascú (encara que, per descomptat, Harpo podia parlar perfectament). Zeppo, per altra banda, era el més graciós dels germans fora de l'escenari, malgrat que els seus papers artístics eren seriosos i poc lluïts. Era el més jove de tots, i va créixer sota la supervisió dels seus germans. Va aprendre a imitar-los a la perfecció, de manera que en cas de necessitat podia reemplaçar-los. "Va fer tan bé de capità Spaulding en Animal Crackers, que li hauria deixat seguir fent aquest paper de manera indefinida, sempre que m'haguessin permès fumar en escena", va dir Groucho.
Durant els anys vint, els germans Marx es van convertir en un grup favorit del teatre nord-americà. Amb el seu dur i estrany sentit de l'humor, van fer agudes sàtires de l'alta societat i la hipocresia humana. També es va fer famosa la seva capacitat de lliure improvisació en escena. Posem un cèlebre exemple: en una ocasió, Harpo va demanar a una noia del cor que creués l'escenari mentre ell mateix la perseguia, per veure si Groucho, que sortia en aquesta escena, quedava desconcertat. Tot i així, Groucho només va dir mirant el rellotge: "Caram, és la primera vegada que veig un taxi perseguint un passatger", i quan Harpo va canviar de direcció durant la persecució de la noia va afegir: "Pots posar el teu rellotge a l'hora, a les nou i vint".
Sota la direcció de Chico i Groucho, el vodevil dels germans aconseguí tant d'èxit que els va convertir en les estrelles del teatre musical de Broadway, primer amb la revista I'll Say She Is (1924-1925), i després amb dues comèdies musicals: The Cocoanuts (1925–1926) i Animal Crackers (1928-1929). El llibretista George S. Kaufman va treballar en aquests dos últims espectacles, i va ajudar a millorar la definició dels personatges dels germans Marx.

## Origen dels noms artístics
La llegenda explica que un monologuista anomenat Art Fisher va crear els noms dels germans en el transcurs d'una partida de pòquer, però cap historiador o biògraf ha descobert mai la més mínima pista d'aquest Art Fisher. Una altra teoria, difosa per Groucho, és que els noms es van agafar d'una famosa tira còmica que es deia Sherlocko the Monk ('El monjo Sherlocko'). Dissortadament, aquesta tira només va sortir de 1911 a 1913, i els noms dels germans no van aparèixer fins a 1919. Més enllà de les evidències (Harpo - arpa), cal atribuir-los al costum de l'època d'acabar els noms en -o per fer-los còmics. I la paternitat ha de ser atribuïda gairebé amb seguretat a Alexander Woollcott. Les raons per les quals Chico, Harpo i Gummo es van anomenar així són clares, però en els casos de Groucho i Zeppo no ho són tant. Arthur es va dir Harpo perquè tocava l'arpa (harp en anglès), i Leonard va ser Chico perquè anava darrere de les noies (chiks en anglès col·loquial). En la seva autobiografia Harpo parla! (1985), Harpo explica que Milton va prendre el nom de Gummo en al·lusió a la goma, ja que havia interpretat en el teatre diversos detectius, amb el seu típic calçat de goma. Però, segons altres fonts, Gummo era l'hipocondríac de la família, i durant la seva infantesa sovint estava malalt, i duia sempre unes botes de goma per protegir-se de la humitat. En tot cas, i sigui quina sigui la veritable història, es tracta sempre d'una al·lusió a la goma del calçat.
La raó per la qual Julius es va fer dir Groucho sol ser la més discutida. Hi ha tres explicacions possibles: 
- El caràcter de Julius. Maxine, filla de Chico i, per tant, neboda de Groucho, diu en el documental Els desconeguts germans Marx que fou per la senzilla raó que estava rondinant tota l'estona (grouchy en anglès significa rondinaire). Robert B. Weide, un director conegut per la seva Història dels germans Marx, un documental inclòs com a material extra en el DVD d'Una nit a l'òpera, opina que aquesta és l'explicació més plausible.

- La bossa salvavides (grouch bag en anglès). Aquesta explicació apareix en la biografia de Harpo, i va ser també esmentada per Chico en un programa de televisió. Una bossa salvavides és una petita butxaca que es penja del coll i generalment s'usa per guardar els diners durant els viatges i perquè no te'ls puguin robar. Molts amics de Groucho afirmaven que aquest era extremadament gasiu, especialment després de perdre els diners en el crac borsari de 1929, per la qual cosa aquesta teoria era molt apropiada. Referent a això, en el capítol sisè de la seva autobiografia, Groucho i jo, afirma: "Guardo els meus diners en un grouch bag ('bossa salvavides'). Aquesta és una encantadora bosseta que els actors ens posem al coll per evitar que altres actors puguin fotre'ns la pasta. Naturalment, vostès creuran que aquesta paraula i el meu nom artístic tenen el mateix origen. Però no és així. Molts pits van lluir una grouch bag molt abans que hi hagués cap Groucho.

- L'explicació de Groucho. Comprensiblement descontent de ser descrit com a rondinaire perpetu i excessivament gasiu, Groucho sempre va insistir que el seu nom coincidia amb un personatge de la historieta Sherlocko the Monk, que tenia la mania de presentar personatges els noms dels quals sempre acabava en -o. I, de fet, hi havia un personatge d'aquesta historieta que es deia Groucho. Però ell era l'únic germà Marx que defensava aquesta teoria, i tenint en compte que la seva opinió no era imparcial, pocs biògrafs la tenen en consideració.

El nom artístic de Herbert. Com en el cas de Groucho, hi ha tres explicacions sobre el motiu pel qual s'anomenava Zeppo: 
- Explicació de Harpo. Segons diu Harpo en Harpo parla!, els germans més grans van decidir que es diria Zippo a causa d'un ximpanzé que participava en alguns números de vodevil. Quan Herbert es va unir al grup, va estar en total desacord amb aquest nom i es va plantar, de manera que els seus germans van accedir a canviar-lo per Zeppo.

- Explicació de Chico. Chico no va escriure mai la seva autobiografia, i va concedir menys entrevistes que els seus germans, però la seva filla, Maxine, en Els desconeguts germans Marx conta que, quan els germans Marx vivien a Chicago, hi havia un estil d'humor popular anomenat Zeke i Zeb, en el qual es parodiava l'accent de l'oest mitjà. Un dia, quan Chico va arribar a casa, Herbert estava assegut a la tanca de fora i el va saludar dient "Hola, Zeke". Chico va contestar "Hola, Zeb", i des de llavors els germans van anomenar-lo Zeb. Quan es va unir a l'espectacle van sospesar el nom de Zebbo, però finalment es van decidir per Zeppo.

- Explicació de Groucho. En una entrevista gravada en cinta i inclosa més endavant en Els desconeguts germans Marx, Groucho va dir que van triar aquest nom perquè va néixer quan els primers zèppelins van creuar l'atlàntic. El primer zèppelin va volar el juliol de 1900, mentre que Herbert va néixer set mesos després, el febrer de 1901. El primer zèppelin que va creuar l'Atlàntic no ho va fer fins al 1924, quan Herbert ja era un jove.

## Hollywood
El grup dels germans Marx es va fer cèlebre quan Hollywood va passar de fer pel·lícules mudes a sonores. Els germans van signar un contracte amb la Paramount, i van donar un gir a les seves carreres professionals amb la participació en diverses pel·lícules. Les dues primeres que van fer eren adaptacions de les seves revistes a Broadway: The Cocoanuts (1929) i Animal Crackers (1930), amb adaptacions de George S. Kaufman i Morrie Ryskind. En realitat, abans havien filmat una pel·lícula muda, Humor Risk, però no va arribar a estrenar-se mai. El seu tercer llargmetratge, Monkey Bussiness (1931), va ser el primer que no es va basar en un espectacle anterior. Després vingué Horse Feathers (1932), en què els germans feien una sàtira tant del sistema estudiantil universitari nord-americà com de la "llei seca". Es va convertir en la seva pel·lícula més popular, i fins i tot arribà a ocupar la portada de la revista Time. Incloïa un gag, que seria recurrent en altres pel·lícules, en el qual Harpo demostra que de la seva gavardina pot extreure qualsevol classe d'objecte. En aquesta pel·lícula es treu un mall de fusta, un peix, una corda, un llaç, un cartell d'una dona en roba interior, una tassa de cafè calent, una espasa i una espelma encesa pels dos caps. L'última pel·lícula que van fer per a la Paramount, Duck Soup (1933), dirigida pel director més prestigiós de tots els qui van treballar amb ells, Leo McCarey, és considerada actualment com una de les millors. És l'únic dels seus llargmetratges inclòs per l'Institut Americà del Cinema entre les 100 pel·lícules més importants. El públic va considerar que la pel·lícula era irregular, però l'opinió actual ja no és aquesta. En tot cas, i encara que no va funcionar tan bé com Horse Feathers, va fer la sisena millor taquilla de 1933.
Els germans Marx van deixar la Paramount sobretot per diferències creatives i financeres.
Posteriorment, Zeppo va deixar d'actuar i es va convertir en agent dels seus germans, càrrec que va ocupar fins al final de les seves carreres.
Els tres germans Marx van passar a la Metro-Goldwyn-Mayer i, seguint el suggeriment d'Irvin Thalberg, van decidir donar un gir a la seva fórmula humorística. Així, en les pel·lícules següents, van intercalar-hi escenes de tipus romàntic, i números musicals no còmics. A més, a partir de llavors, el blanc de les seves ires van ser els "dolents" declarats, per la qual cosa es considera que només les pel·lícules de la Paramount mostren el seu geni en estat pur.
Amb Thalberg van rodar dues pel·lícules. La primera, A Night at the Opera (1935), és una sàtira del món de l'òpera, en la qual els germans ajuden dos cantants enamorats mentre provoquen el caos en la representació d'Il trovatore. La pel·lícula va aconseguir un èxit enorme, i durant dècades (fins que públic i crítica van revisar les pel·lícules de la Paramount), va ser considerada la seva millor obra. En la segona, A Day at the Races (1937), els Marx posaven de potes enlaire una cursa de cavalls. Però amb la sobtada mort de Thalberg es van quedar sense el seu millor contacte en la MGM.
Després d'una curta experiència amb l'RKO amb la pel·lícula Room Service (1938), els germans Marx van fer tres pel·lícules més abans d'abandonar l'MGM: At the Circus (1939), Go West (1940) i The Big Store (1941). Abans del rodatge d'aquesta darrera pel·lícula, el grup va anunciar que es retirava del cinema, però la situació econòmica de Chico era tan desastrosa, i els seus deutes de joc tan elevats, que els germans Marx van fer posteriorment dues pel·lícules més: A Night in Casablanca (1946) i Love Happy (1949), ambdues produïdes per United Artists. A més, també van participar en The Story of Mankind (1957), encara que apareixien en escenes separades.
Més endavant, van fer un programa especial de televisió, The Incredible Jewel Robbery (1959).
Chico i Harpo van actuar ocasionalment en casinos i locals nocturns, de vegades junts. Groucho va començar a fer d'animador de ràdio i televisió. Des de 1947 i gairebé fins a 1960 va presentar el concurs d'humor You Bet Your Life. També va publicar alguns llibres: la seva autobiografia Groucho and Me (1959), Memoirs of a Mangy Lover (1964), i The Groucho Letters (1967).
El 1957, es va produir l'única aparició televisiva dels cinc germans Marx, en el programa Tonight! America After Dark. El 1970, es va emetre un programa de dibuixos animats en què s'oferien números de còmics famosos, i els germans Marx van prestar les seves veus per als seus personatges, llevat de Chico i Harpo, morts respectivament el 1961 i el 1964. El seu número era una recreació d'una graciosa paròdia sobre Napoleó, que en el seu moment havia format part de l'espectacle de Broadway I'll Say She Is, probablement recreada pel mateix Groucho.

## Components
| Nom artístic | Nom real                         | Data de naixement      | Data de la mort        | Edat |
| Chico        | Leonard                          | 22 de març de 1887     | 11 d'octubre de 1961   | 74   |
| Harpo        | Adolph (després de 1911: Arthur) | 23 de novembre de 1888 | 28 de setembre de 1964 | 75   |
| Groucho      | Julius Henry                     | 2 d'octubre de 1890    | 19 d'agost de 1977     | 86   |
| Gummo        | Milton                           | 23 d'octubre de 1892   | 21 d'abril de 1977     | 83   |
| Zeppo        | Herbert                          | 25 de febrer de 1901   | 30 de novembre de 1979 | 78   |

## Filmografia

### Pel·lícules dels Quatre germans Marx
- Humor Risk (1921), exhibida una sola vegada en un passi privat. Només se'n conserven uns quants fragments.
- The Cocoanuts (1929), produïda per Paramount.
- Animal Crackers (El conflicte dels Marx) (1930), produïda per Paramount.
- Monkey Business (Pistolers d'aigua dolça) (1931), produïda per Paramount.
- The House That Shadows Built (1931), produïda per Paramount. Inclou un curt de sis minuts, l'única part de la pel·lícula en la qual apareixen.
- Horse Feathers (1932), produïda per Paramount.
- Duck Soup (1933), produïda per Paramount.

### Pel·lícules dels Tres germans Marx (sense Zeppo)
- A Night at the Opera (Una nit a l'òpera) (1935), produïda per MGM.
- A Day at the Races (Un dia a les curses) (1937), produïda per MGM.
- Room Service (L'hotel dels embolics) (1938), produïda per RKO.
- At the Circus (Una tarda al circ) (1939), produïda per MGM.
- Go West (Els germans Marx a l'Oest) (1940), produïda per MGM.
- The Big Store (1941), produïda per MGM.
- A Night in Casablanca (Una nit a Casablanca) (1946), produïda per Loma Vista.
- Love Happy (1949), produïda per Mary Pickford.
- The Story of Mankind (1957), produïda per Warner Bros.

### En solitari
Groucho
- Copacabana (1947), produïda per United Artists.
- Double Dynamite (1951), produïda per RKO.
- A Girl in Every Port (1952), produïda per RKO.
- Will Success Spoil Rock Hunter? (1957), produïda per 20th Century Fox.
- The Mikado (1960), programa de televisió.
- Skidoo (1968), produïda per Paramount.

Harpo
- Too Many Kisses (1925), produïda per Paramount.
- Stage Door Canteen (La cantina del teatre) (1943), produïda per United Artists.

Chico
- Papa Romani (1950), episodi per a la televisió.

Zeppo
- A Kiss in the Dark (1925), produïda per Paramount.

## Els germans Marx i la literatura
Alguns dels germans Marx, sobretot Groucho, també s'endinsaren en la literatura. Aquests són els seus llibres. (Els que duen el nom només en català és perquè s'han traduït a aquesta llengua.) 
- 1930 - Beds (Llits) - Groucho Marx
- 1959 - Groucho i jo - Groucho Marx
- 1961 - Harpo Speaks! (Harpo parla!) - Harpo Marx
- 1963 - Memòries d'un amant sarnós - Groucho Marx
- 1967 - The Groucho Letters. Letters from and to Groucho Marx (Cartes de Groucho i per a Groucho) - Groucho Marx
- 1988 - Groucho i Chico, advocats - Michael Barson. Recull de vint-i-sis episodis radiofònics emesos per la NBC el 1932
- 1993 - Groucho Marx fa l'article; recull dels articles periodístics de Groucho fet pel "marxista" Robert S. Bader